# Metaphycus swirskii
Metaphycus swirskii is een vliesvleugelig insect uit de familie Encyrtidae. De wetenschappelijke naam is voor het eerst geldig gepubliceerd in 1979 door Annecke & Mynhardt.